# Hispano-Suiza 60–75 HP
Der Hispano-Suiza 60–75 HP ist ein Pkw-Modell. La Hispano-Suiza stellte die Fahrzeuge im spanischen Barcelona her.

## Beschreibung
Es war das erste Modell des Herstellers mit einem Sechszylindermotor. 130 mm Bohrung und 140 mm Hub waren die Zylinderabmessungen – sie entsprachen dem Vierzylindermotor des Hispano-Suiza 40 HP. Das ergab 11.150 Hubraum. Der Motor war wassergekühlt und vorn im Fahrgestell eingebaut. Die Motorleistung von 76 PS wurde über eine Kardanwelle an die Hinterachse übertragen.
Im Vereinigten Königreich wurde das Fahrzeug auch 60/75 HP genannt und war mit 62,8 RAC Horsepower eingestuft.
Das Fahrgestell hatte zunächst 3245 mm Radstand. 1908 bestand die Wahl zwischen 3320 mm und 3570 mm Radstand. Die Spurweite betrug einheitlich 1400 mm. Das Fahrgestell wog 1100 kg. Bekannt sind Aufbauten als Doppelphaeton und Landaulet.

## Produktionszahlen
Das Fahrzeug stand von 1907 bis 1910 im Verkaufskatalog. Produziert wurde es aber nur von 1907 bis 1908. Im ersten Jahr entstanden zwei Fahrzeuge und im nächsten sechs. In der Summe sind das acht Fahrzeuge.
Das letzte Fahrgestell wurde an Lucien Pictet verkauft. Dies war der Inhaber von Société d’Automobiles à Genève und Ateliers Piccard-Pictet & Cie. und der Schweizer Lizenznehmer für Fahrzeuge von Hispano-Suiza, aber nicht des 60–75 HP.